# Franz Josef/Waiau
Franz Josef/Waiau új-zélandi település a Déli-sziget nyugati partján, West Coast régióban, az ország egyik legnagyobb gleccsere, a Ferenc József-gleccser a közelében, a Westland Tai Poutini Nemzeti Park területén található. Lakói főleg a turizmusban dolgoznak, a gleccser látogatóinak kiszolgálásából élnek. A 2013-as népszámlálás szerint 444 állandó lakosa volt. Szálláskapacitása 2000 fő fölött van.
A településen folyik át a gleccser olvadékvizéből táplálkozó Waiho folyó a Tasman-tenger felé, valamint áthalad rajta a Déli-sziget és az ország egyik legfontosabb országútja, a 6-os főút.

## Nevének eredete
A település nevét a gleccserről kapta, azt pedig Julius von Haast német származású új-zélandi tudós nevezte el Ferenc József osztrák császárról 1865-ben. Egy 1998-as új-zélandi törvény alapján ennek a településnek a maori neve is a hivatalos név része lett.

## Fordítás
- Ez a szócikk részben vagy egészben  a   Franz Josef / Waiau című angol Wikipédia-szócikk ezen változatának fordításán alapul.  Az eredeti cikk szerkesztőit annak laptörténete sorolja fel. Ez a jelzés csupán a megfogalmazás eredetét és a szerzői jogokat jelzi, nem szolgál a cikkben szereplő információk forrásmegjelöléseként.

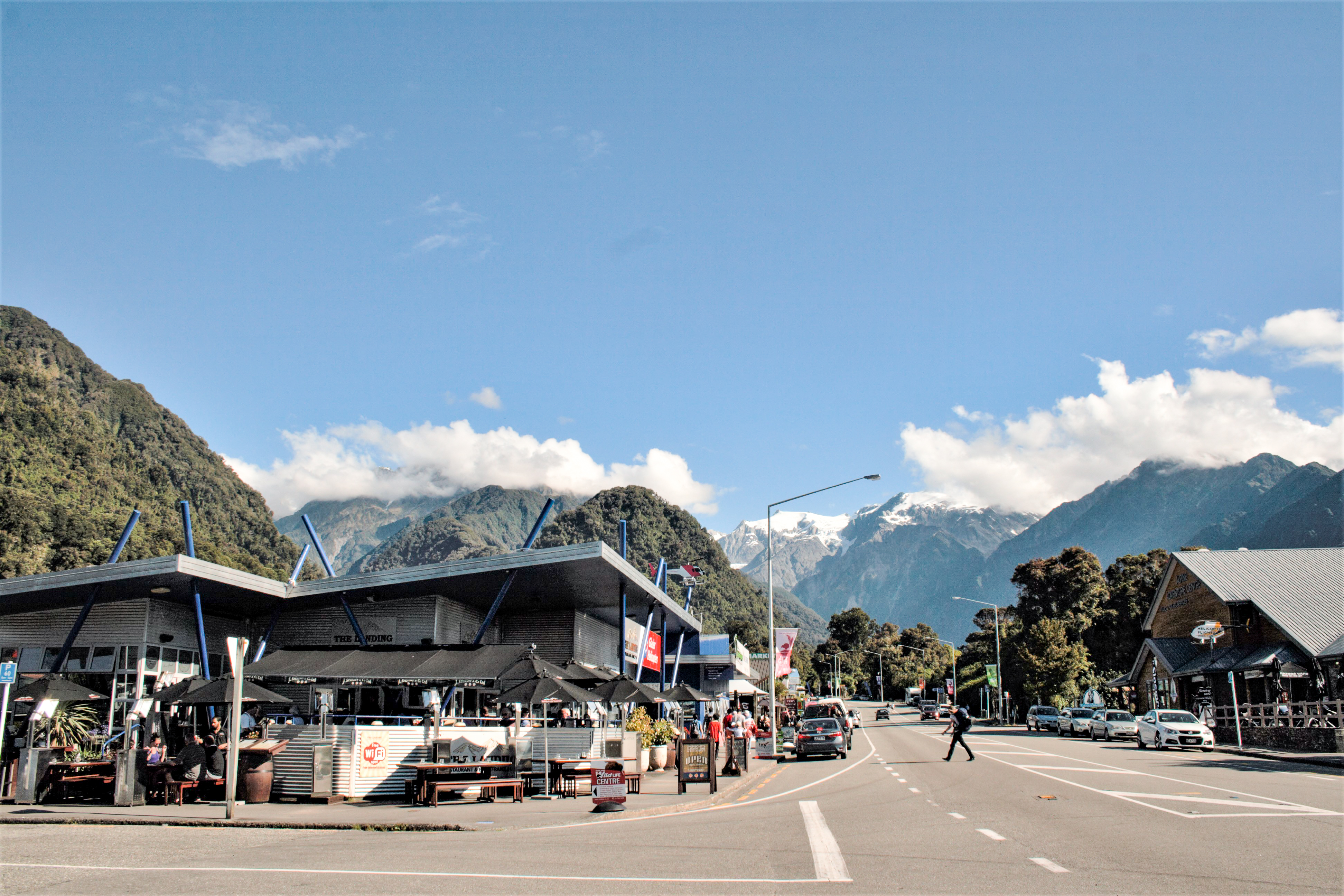
Az üdülőtelepülés a déli órákban
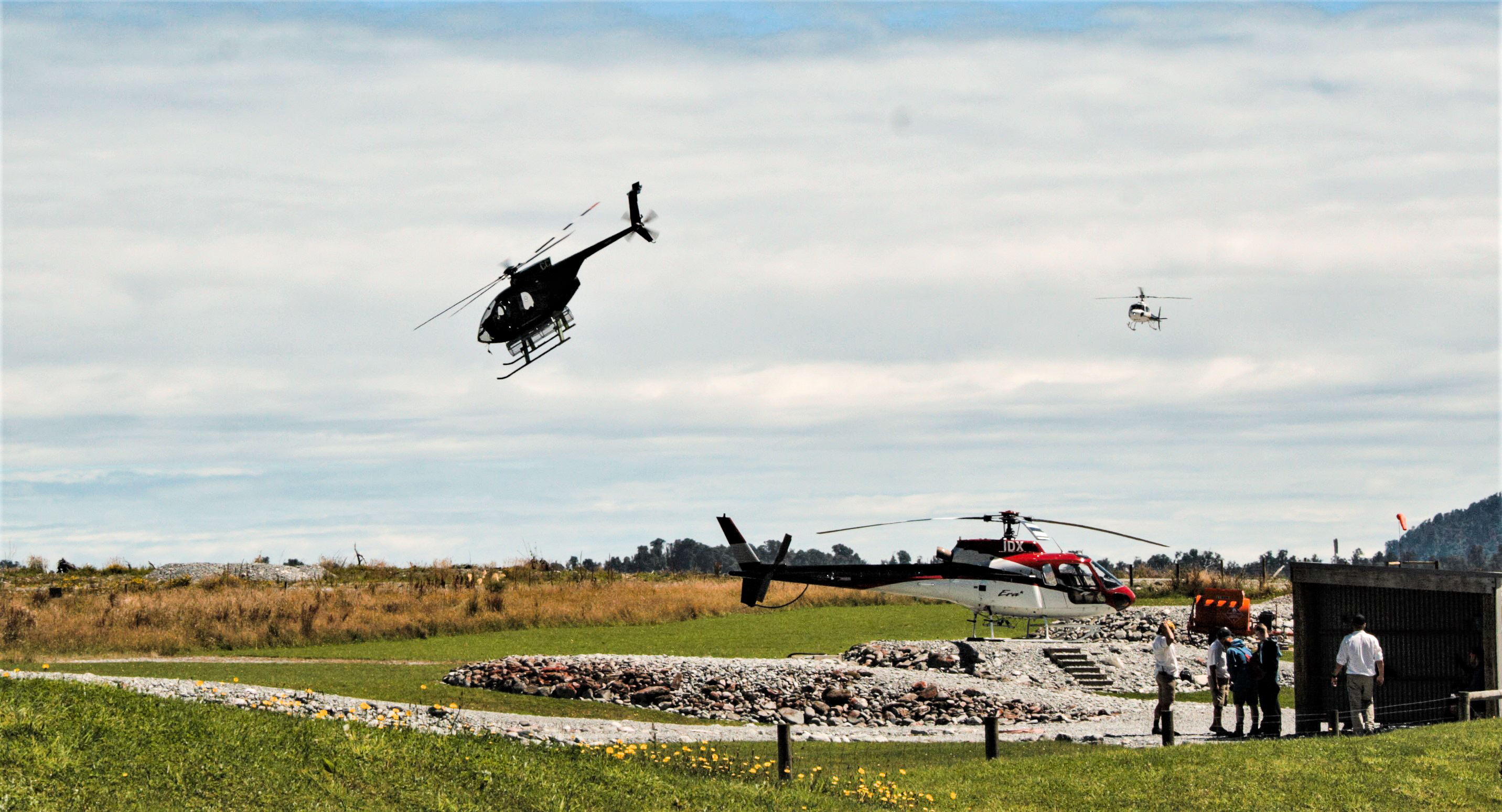
Helikopter-kikötő a település mellett a gleccsert a levegőből látni kívánó turisták számára